# Prätorischer Vergleich
Ein prätorischer Vergleich bezeichnet in Österreich einen ohne gerichtsanhängiges Verfahren vor einem Bezirksgericht geschlossenen Vergleich (§ 433 ZPO).
Der prätorische Vergleich dient dazu, als letzte nicht-streitige Maßnahme, allerdings bereits unter der Mitwirkung des Gerichts, eine Streitschlichtung zwischen den Parteien herbeizuführen. Sie ist nur vor dem Einbringen der Klage möglich, da selbige bereits das streitige Verfahren einleitet. Der (potenzielle) Kläger hat im Rahmen der gerichtlichen Amtstage die Möglichkeit, seinen Gegner vom Gericht laden zu lassen. Der Geladene kann, muss dieser Ladung aber nicht Folge leisten. Erscheint der Gegner bei Gericht und wird eine Einigung erzielt, so ist der Streitgegenstand damit bereinigt. Wie jeder gerichtliche Vergleich schafft der prätorische Vergleich eine neue Rechtslage, an die beide Parteien gebunden sind.
Der prätorische Vergleich bildet einen Exekutionstitel nach § 1 Abs. 1 Z 5 EO.
In Deutschland ist ein Vergleich unter Mitwirkung des Gerichts nur nach Rechtshängigkeit möglich. Vor Rechtshängigkeit kann eine durch die Landesjustizverwaltung eingerichtete oder anerkannte Gütestelle angerufen werden. Beide Vergleiche sind Vollstreckungstitel (§ 794 Abs. 1 Nr. 1 ZPO).